# ルセ
ルセ、またはルーセ（ブルガリア語:Русе、ラテン文字転写Ruse、トルコ語:Rusçuk ルスチュク、英語:Rousse、Russeと綴られることも）はブルガリア北部の都市。人口は145,918人（2020年現在）。ルセ州の州都。ブルガリア第5の都市。

## 地理

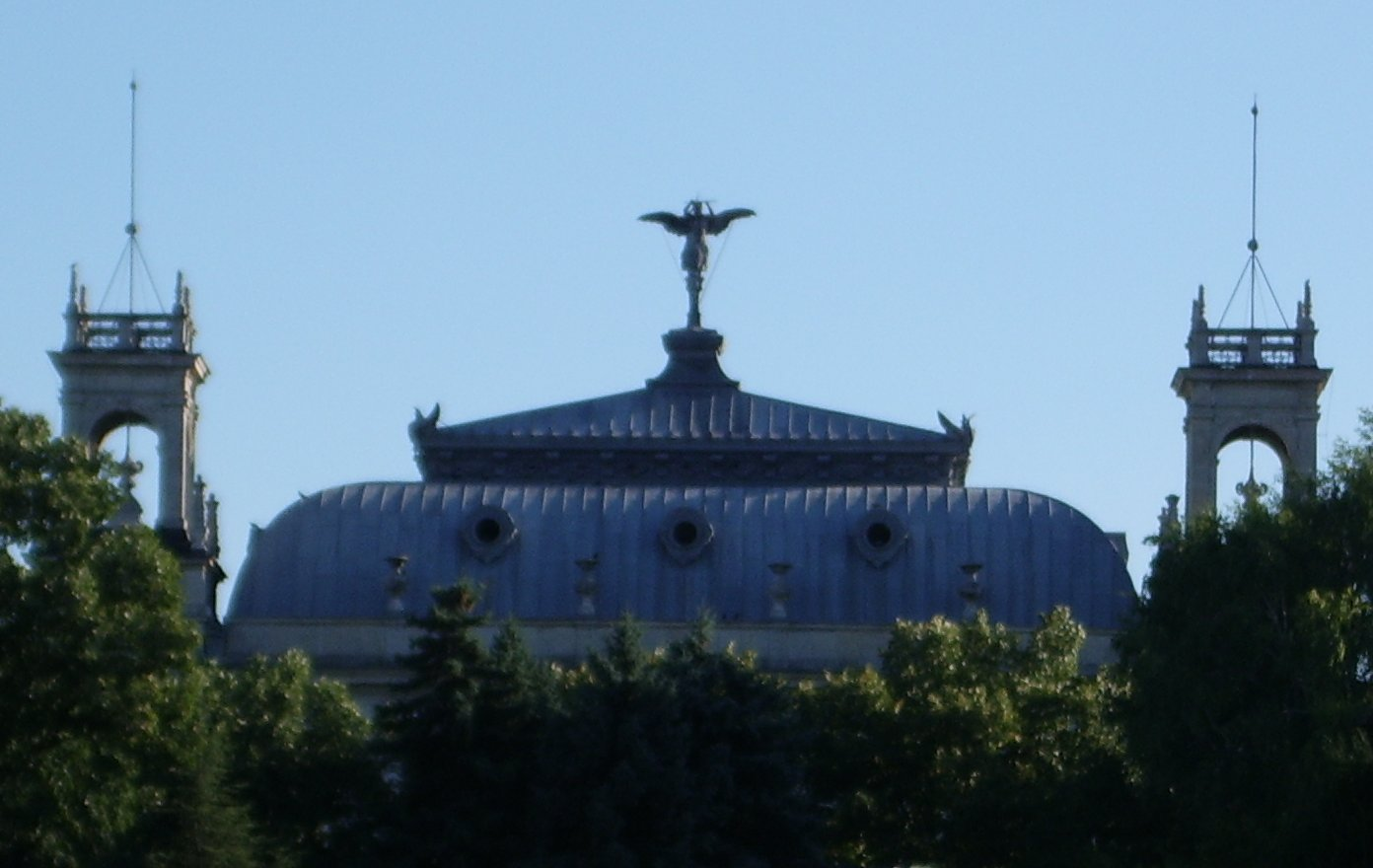
ドホドノ・ズダニエは劇場で、町のシンボルとなっている。

ブルガリアの北の国境であるドナウ川に面し、対岸にはルーマニアの都市ジュルジュ（Giurgiu）がある。ジュルジュとは「ルセ・ジュルジュ友好記念橋」（Rousse-Giurgiu Friendship Bridge）で結ばれている。ブルガリアの首都であるソフィアからおよそ300キロメートル、ブルガリアの黒海海岸からはおよそ200キロメートル離れている。ドナウ川岸に港があり、ブルガリアの国際交易の一翼を担っている。

## 歴史

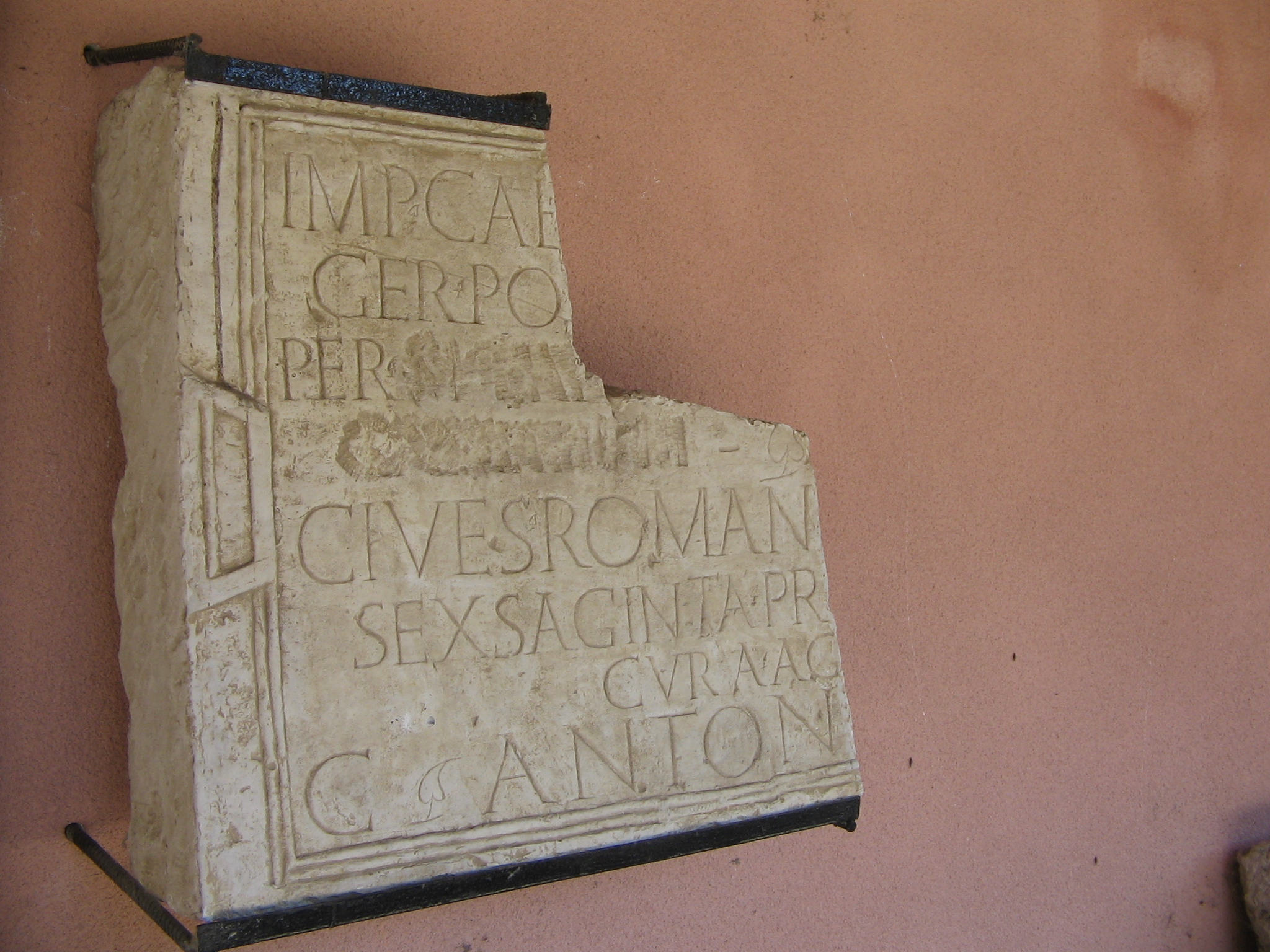
ローマ時代の遺物

### 古代
紀元前3千年紀から紀元前2千年紀にかけてのトラキア人の集落が見つかっている。集落は他部族による侵略、あるいは自然災害などによって滅びたと考えられる。妊婦の偶像のある古代の礼拝所もみつかっており、生殖・多産の女神が崇拝されていた。後にこの地にはローマ帝国の軍事拠点が築かれ、「60の船の町」(Sexaginta Prista)と呼ばれるようになる。ルセは現在のベオグラードとドナウ・デルタとを結ぶ拠点として栄えたが、6世紀にアヴァール人の侵入やスラヴ人の勃興によって破壊された。

### 第二次ブルガリア帝国とオスマン帝国
第二次ブルガリア帝国の統治下にあった13世紀から14世紀にかけて、ルシ（Rusi）、あるいはゴリャーム・ヨルゴヴォ（ブルガリア語:Голямо Йоргово、Golyamo Yorgovo）とよばれる集落が置かれた。はじめは1380年に、かつてのローマ遺跡の付近に建設され、ドナウ川交易の拠点なったが、1388年にオスマン帝国に併合される。オスマン帝国の統治下では、1595年に失敗に終わったブルガリア人とブラフ人による蜂起に対する報復として町は破壊された。後に町はルスチュク（トルコ語:Rusçuk、小ルセ）として再建された。町は、後にドナウ川地域におけるオスマン帝国の重要な拠点となり、帝国のドナウ州の州都となった。ドナウ州は現在のソフィア、ヴァルナ、ニシュなどを含む州である。ルセはブルガリアにおける民族復興運動の中心地となった。

### 解放以降
ブルガリアがオスマン帝国の支配から解放された1878年以降、ルセはブルガリアの経済・文化の拠点となり、また物流の中心地となった。ブルガリア初の民間銀行（Girdap）、保険会社、商工会、映画、鉄の船、気象観測所など、ルセからは多くの「ブルガリア初」が生まれた。

### 第二次世界大戦と共産党支配
第一次世界大戦と第二次世界大戦の間、南ドブロジャ地方がルーマニアに割譲されたことにより、ルセの経済的重要性は低下し、人口も減少した。これによってルセは人口でブルガリア第2位の座から転落（プロヴディフ、ヴァルナが上位に）した。現在でもルセに領事館を持っているロシアを除いて、ルセにある外国の領事館は閉鎖された。
1940年に南ドブロジャがブルガリアに復帰した。ルセは再び地域の中心となり、経済活動は復興をはじめる。1955年、対岸の町、ルーマニアのジュルジュとルセ・ジュルジュ友好記念橋で結ばれ、ルセは再び物流、経済、文化の一大拠点となる。

### 共産主義体制崩壊と民主化
1980年代、対岸のジュルジュにヴェラキン（Verachim）の工場が建設され、以降10年以上にわたって大気汚染を引き起こした。これによってルセの人口は減少し、1万5千人が町を脱出した。1989年、ルーマニア、ブルガリア両国の共産主義体制の崩壊に伴って工場は操業を停止した。共産主義体制崩壊直後の1990年代には、深刻な経済危機がブルガリアを襲い、多くの失業者を生み出した。2000年代に入って経済が復興に向かい始めた。現在、ルセは人口16万人を数え、ブルガリア第5の都市である。
ルセの15キロメートル南にはかつての軍事空港跡が残されている。空港は2008年から2009年の再開に向けて復興中である。

## 文化

### 博物館・美術館
- ブルガリア交通博物館
- 地域歴史博物館
- 『神殿』（民族復興期英雄記念碑）
- カリオパ・ハウス
- ザハリ・ストヤノフ博物館

### 宗教的建造物
- 至聖三者教会（Църквата „Света Троица“）
- 生神女教会（Църквата „Света Богородица“）
- 聖ゲオルギ教会（Църквата „Свети Георги“）
- 神使ミハイル教会（Църквата „Свети Архангел Михаил“）
- 昇天教会（Църквата „Свето Възнесение“）
- 聖ペトカ教会（Църквата „Света Петка“）
- 奇蹟者聖ニコライ教会（ロシア正教会所属、Руската църква „Свети Николай Чудотворец“）
- 聖パウロの十字教会（カトリック教会所属、Католическата катедрала „Свети Павел от Кръста“）
- アルメニア教会（Surp Astvadzadzin、Арменската църква „Сурп Аствадзадзин“）
- バプティスト教会（Евангелска баптистка църква）
- セイド・パシャ・モスク（Джамията „Сеид паша“）

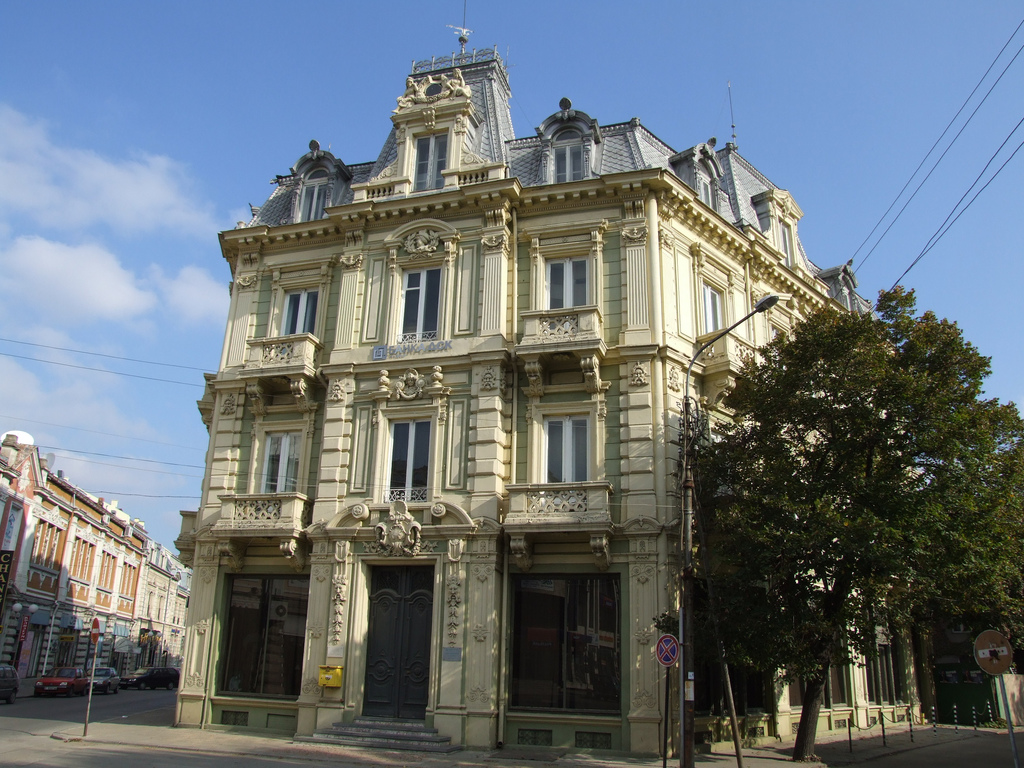
ルセで良く見られる建築様式

- イヴァノヴォの岩窟教会群（世界遺産）

### 恒例行事
- 5月音楽デー - 国際的な音楽フェスティバル
- 聖ゲオルギの日（5月6日） - ルセの祝日。
- ドナウ・カーニバル（1月24日ごろ）
- The Sexaginta Prista Summer Stage
- BG MediaMarket

## 出身者
- エリアス・カネッティ（1905-1994）- 作家、思想家。ノーベル文学賞受賞者。
- アルバート・アフタリオン（Albert Aftalion）（1874–1956） - 経済学者。
- ターニュ・キリャコフ（Tanyu Kiryakov）- オリンピックの狙撃選手、金メダリスト。
- ヴラド・コラロフ（Vlad Kolarov）- 漫画家。
- ラディ・ネデルチェフ（Radi Nedelchev）- 画家。
- トンカ・オブレテノヴァ（Tonka Obretenova）- 19世紀の革命家。
- ネシュカ・ロベヴァ（Neshka Robeva）- 新体操選手、コーチ。
- ベセリン・トパロフ - チェス選手。
- ステファン・ツァネフ（Stefan Tsanev） - 作家。
- ヴェセリーナ・ヴェネヴァ（Venelina Veneva）- 高飛び選手。
- オルリン・アナスタソフ（Orlin Anastassov）- オペラ歌手。
- グロリア - ポップ・フォーク - 歌手。

## 姉妹都市
- ロシア、ヴォルゴグラード
- フランス、セーヌ＝サン＝ドニ県、サン＝トワン   (Saint Ouen 発音例)
- ルーマニア、ジュルジュ
- ギリシャ、ペリステリ
- 中国、淮南市
- スロバキア、ブラチスラヴァ
- ウクライナ、シンフェロポリ

## ギャラリー
- ドホドノ・ズダニエ (1902)
- 自由記念碑 (1906)
- 音楽学校跡 (1900)
- 古い建物
- テレビ塔
- ドホドノ・ズダニエ
- カトリック教会 (1890)